# Христианско-демократическая партия Албании
Христианско-демократическая партия Албании (алб. Partia Kristian Demokrate e Shqipërisë, PKD) — небольшая христианско-демократическая политическая партия в Албании/
Партия была создана 17 мая 2002 года. В местных выборах 2011 года PKD приняла участие в предвыборном союзе с Христианско-демократическим альянсом. Партия печально прославилась после того, как один из её членов был обвинен в убийстве начальника местной полиции; внимание СМИ к партии ещё больше возросло, когда стало известно, что брат обвиняемого был зарегистрирован кандидатом в депутаты.
26 марта 2013 года партия прошла перерегистрацию.
На парламентских выборах 2013 года христианские демократы были частью левоцентристского «Альянса за европейскую Албанию», возглавляемого Социалистической партией. Партия набрала 7 993 голоса (0,46 %), получив одно место в парламенте. Вскоре после июньских выборов 2013 года председатель партии Димитер Муслиа подал в отставку, и Национальный совет партии избрал председателем партии, а Димитера Муслиа — генеральным секретарём.
В июне 2015 года партия приняла участие в местных выборах, выдвинув своих кандидатов во всех округах, а Димитер Муслиа баллорировался на пост мэра Тираны. На этих выборах партия набрала около 9000 голосов по всей стране. Вскоре после июньских выборов 2015 года председатель Марк Фроку подал в отставку, и Национальный совет Христианско-демократической партии вновь избрал Димитера Муслиа председателем партии.
На выборах 2017 года христианские демократы получили всего 2 421 голос (0,15 %) и потеряли представительство в парламенте.
В 2019 году партия приняла участие в местных выборах, набрав 0,7 % голосов и получив 15 мест в советах муниципалитетов.